# Campionats del món de ciclisme de muntanya i trial de 2012
Els Campionats del món de ciclisme de muntanya i trial de 2012 van ser la 23a edició dels Campionats del món de ciclisme de muntanya organitzats per la Unió Ciclista Internacional. Les proves tingueren lloc del 31 d'agost al 9 de setembre de 2012 a Saalfelden i Leogang (Estat de Salzburg) a Àustria.

## Resultats

### Camp a través
| Proves         | Or                                                                           | Plata                                                                     | Bronze                                                                        |
| Masculí        | Nino Schurter (SUI)                                                          | Lukas Flückiger (SUI)                                                     | Mathias Flückiger (SUI)                                                       |
| Femení         | Julie Bresset (FRA)                                                          | Gunn-Rita Dahle Flesjå (NOR)                                              | Georgia Gould (USA)                                                           |
| Masculí sub-23 | Ondřej Cink (CZE)                                                            | Michiel van der Heijden (NED)                                             | Daniele Braidot (ITA)                                                         |
| Femení sub-23  | Jolanda Neff (SUI)                                                           | Yana Belomoyna (UKR)                                                      | Paula Gorycka (POL)                                                           |
| Masculí júnior | Anton Cooper (NZL)                                                           | Victor Koretzky (FRA)                                                     | Titouan Carod (FRA)                                                           |
| Femení júnior  | Andrea Waldis (SUI)                                                          | Sofia Wiedenroth (GER)                                                    | Lena Putz (GER)                                                               |
| Relleus Mixt   | Itàlia · Marco Aurelio Fontana · Beltain Schmid · Eva Lechner · Luca Braidot | França · Jordan Sarrou · Victor Koretzky · Julie Bresset · Maxime Marotte | Alemanya · Markus Schulte-Luenzum · Martin Frey · Sabine Spitz · Manuel Fumic |

### Camp a través per eliminació
| Proves  | Or                    | Plata              | Bronze                      |
| Masculí | Ralph Näf (SUI)       | Miha Halzer (SVN)  | Daniel Federspiel (AUT)     |
| Femení  | Alexandra Engen (SWE) | Jolanda Neff (SUI) | Aleksandra Dawidowicz (POL) |

### Descens
| Proves         | Or                   | Plata                  | Bronze                  |
| Masculí        | Greg Minnaar (RSA)   | Gee Atherton (GBR)     | Steve Smith (CAN)       |
| Femení         | Morgane Charre (FRA) | Emmeline Ragot (FRA)   | Manon Carpenter (GBR)   |
| Masculí júnior | Loïc Bruni (FRA)     | Richard Rude Jr. (USA) | Connor Fearon (AUS)     |
| Femení júnior  | Holly Feniak (CAN)   | Tahnée Seagrave (GBR)  | Danielle Beecroft (AUS) |

### Four Cross
| Proves  | Or                       | Plata                   | Bronze             |
| Masculí | Roger Rinderknecht (SUI) | Michael Mechura (CZE)   | Tomáš Slavík (CZE) |
| Femení  | Anneke Beerten (NED)     | Romana Labounková (CZE) | Céline Gros (FRA)  |

### Trial
| Proves                       | Or                                                                           | Plata                                                                                          | Bronze                                                                                         |
| Masculí - 20 polzades        | Abel Mustieles (ESP)                                                         | Vincent Hermance (FRA)                                                                         | Ion Areitio (ESP)                                                                              |
| Masculí - 26 polzades        | Gilles Coustellier (FRA)                                                     | Aurélien Fontenoy (FRA)                                                                        | Kenny Belaey (BEL)                                                                             |
| Femení                       | Gemma Abant (ESP)                                                            | Andrea Wesp (GER)                                                                              | Tatiana Janickova (SVK)                                                                        |
| Masculí júnior - 20 polzades | Raphael Pils (GER)                                                           | Maxime Muffat (FRA)                                                                            | Lucien Leiser (SUI)                                                                            |
| Masculí júnior - 26 polzades | David Bonzon (SUI)                                                           | Jack Carthy (GBR)                                                                              | Eloi Paré (ESP)                                                                                |
| Equips                       | Espanya · Bernat Seuba · Benito Ros · Gemma Abant · Eloi Paré · Rafael Tibau | França · Maxime Muffat · Vincent Hermance · Marion Porchet · Clément Meot · Gilles Coustellier | Alemanya · Raphael Pils · Matthias Mrohs · Andrea Wesp · Jonathan Sandritter · Hannes Herrmann |

## Medaller
| Pos.  | País          | Or | Plata | Bronze | Total |
| 1     | Suïssa        | 6  | 2     | 2      | 10    |
| 2     | França        | 4  | 6     | 3      | 13    |
| 3     | Espanya       | 3  | 1     | 1      | 5     |
| 4     | Alemanya      | 1  | 2     | 3      | 6     |
| 5     | Txèquia       | 1  | 2     | 1      | 4     |
| 6     | Països Baixos | 1  | 1     | 0      | 2     |
| 7     | Canadà        | 1  | 0     | 1      | 2     |
| 7     | Itàlia        | 1  | 0     | 1      | 2     |
| 9     | Nova Zelanda  | 1  | 0     | 0      | 1     |
| 10    | Sud-àfrica    | 1  | 0     | 0      | 1     |
| 10    | Suècia        | 1  | 0     | 0      | 1     |
| 12    | Regne Unit    | 0  | 3     | 1      | 4     |
| 13    | Estats Units  | 0  | 1     | 1      | 2     |
| 14    | Noruega       | 0  | 1     | 0      | 1     |
| 14    | Eslovènia     | 0  | 1     | 0      | 1     |
| 14    | Ucraïna       | 0  | 1     | 0      | 1     |
| 17    | Austràlia     | 0  | 0     | 2      | 2     |
| 17    | Polònia       | 0  | 0     | 2      | 2     |
| 19    | Àustria       | 0  | 0     | 1      | 1     |
| 19    | Bèlgica       | 0  | 0     | 1      | 1     |
| 19    | Eslovàquia    | 0  | 0     | 1      | 1     |
| Total | Total         | 21 | 21    | 21     | 63    |